# Hérita Ilunga
Hérita N'Kongolo Ilunga (* 25. Februar 1982 in Kinshasa) ist ein kongolesischer Fußballspieler. Derzeit ist Ilunga vereinslos und spielte zuletzt im Jahr 2011 für die Nationalmannschaft der Demokratischen Republik Kongo.